# Por la Sonrisa de un Niño (PSE)
Por la Sonrisa de un Niño (PSE) es una organización no gubernamental (ONG) francesa creada en marzo de 1996 por Christian y Marie-France des Pallières. Tiene como objetivo ayudar a los niños desfavorecidos y no escolarizados de Camboya dándoles un oficio que les ayude a salir de la miseria, fundamentalmente mediante el padrinazgo.
Esta asociación apolítica y no confesional ha recibido el Premio de los Derechos del Hombre ("Prix des Droits de l'Homme de la République Française") de la República Francesa en el año 2000. Christian y Marie-France des Pallières recibieron como fundadores de PSE el distintivo de la Legión de Honor ("Légion d'Honneur") en 2005. En el año 2017, Marie-France fue nombrada oficial de la Legión de Honor ("Officier de la Légion d'Honneur").

## Historia
En 1995, Christian y Marie-France des Pallières, de misión humanitaria en Camboya, descubren el horror de lo sucedido en Phnom Penh durante la época de mandato de los jemeres rojos y como su impacto años después era aún visible.  
Especialmente impactados por los centenares de niños que trabajaban rebuscando en la basura de los vertederos para poder encontrar objetos que vender, en unas condiciones sanitarias más que miserables. Para la pareja francesa, esto es un absoluto golpe de efecto, con lo que deciden inmediatamente que "tienen que hacer algo".

## Organización y financiación
Para financiar sus programas, la asociación se apoya esencialmente sobre los donativos y los apadrinamientos (que cubren 70 % del coste de las misiones sociales), completados por el mecenazgo. Sus recursos son privadas esencialmente.
Cuenta con más de 300 voluntarios y sólo con 5 trabajadores, 4 de ellos en Francia y uno en España. De esta forma es posible limitar las cuotas de coste administrativo al 10 %. Sobre el terreno, hay más de 600 personas contratadas en Camboya para realizar las tareas de ayuda social y educación, de los cuales el 95 % son Camboyanos y son parte de todos los niveles de mando, gestionando los diferentes programas de la asociación: una verdadera « máquina de destruir miseria ».

### Filial española
Aparte de las labores de captación de fondos, se encarga de la organización del Programa de Continuidad Escolar, el cual cubre la escolarización de los niños fuera de las temporadas tradicionales de escuela. Se realizan también actividades de concienciación sobre la situación de exclusión social infantil en Camboya, como exposiciones fotográficas.

## Premios y reconocimientos
Ordenados cronológicamente, los premios recibidos por la organización (independientemente de la central o filiales) comprenden:  
- 2000:
  - Premio de los Derechos del Hombre ("Prix des Droits de l'Homme de la République Française") de la República Francesa.

- 2005:
  - Distintivo de la Legión de Honor ("Légion d'Honneur") a los fundadores Christian y Marie-France des Pallières.

- 2019:  
  - Premio ‘Solidario Internacional’ de los XVI Premios Solidarios del Festival de las Naciones de Sevilla.[8]